# Liste der Ehrenbürger von Arnstein (Unterfranken)
Die Ehrenbürgerwürde ist die höchste kommunale Auszeichnung der unterfränkischen Stadt Arnstein. Mit der Ehrung sind neben den angemessenen Ehrbezeugungen keine finanziellen Vergünstigungen üblich. Bekannt ist lediglich die Kostenübernahme für die Beerdigung von Pfarrer Albin Schraub aus Schwebenried im Jahr 1991.
1933 wurden Reichspräsident Paul von Hindenburg und Reichskanzler Adolf Hitler zu Ehrenbürgern ernannt. Beide Ehrenbürgerschaften tauchten nach dem Zweiten Weltkrieg nicht mehr in den Listen auf. Als ein Bürger aus Binsbach 1995 im dortigen Archiv auf ein Dia mit dem Dankesschreiben Hitlers stieß, bat er Bürgermeister Roland Metz um Auskunft. Der Arnsteiner Stadtrat beschloss daraufhin am 19. Juni 1995, dass in allen Fällen, in denen die Ehrenbürgerschaft von Adolf Hitler noch nicht widerrufen wurde, sie aberkannt wird. Die Ehrenbürgerschaft von Paul von Hindenburg wurde nicht offiziell aberkannt, in den Listen wird er aber nicht geführt.
Bislang wurden 13 Personen zu Ehrenbürgern ernannt. Weitere etwa 18 Ehrenbürgerschaften wurden in den Ortsteilen vor ihrer Eingemeindung verliehen
Hinweis: Die Auflistung erfolgt chronologisch nach Datum der Zuerkennung.

## Die Ehrenbürger der Stadt Arnstein
1. Max Balles (1862–1936)
Bezirksoberlehrer, 2. Bürgermeister
Verleihung 1914
Balles machte sich um die Erforschung der Heimatgeschichte verdient. Er ist Verfasser des Buchs Arnstein in Vergangenheit und Gegenwart.
2. Alfons Söder (1851–1937)
Pfarrer
Verleihung 1924
Söder war Stadtpfarrer in Arnstein.
  - Paul von Hindenburg (1847–1934)

Reichspräsident
Verleihung 1933; nach Ende des Zweiten Weltkriegs nicht mehr geführt
  - Adolf Hitler (1889–1945)

Reichskanzler
Verleihung 1933; nach Ende des Zweiten Weltkriegs nicht mehr geführt, aberkannt am 19. Juni 1995
3. Karl Michael Fischer (1877–1960)
Postbeamter
Verleihung 1952
Fischer wurde wegen seiner Förderung des Heimatgedankens, des katholischen Lebens und der Kirchenmusik zum Ehrenbürger ernannt.
4. Ludwig Schipper (1876–1954)
Unternehmer
Verleihung 1952
Schipper war Besitzer einer  Molkerei. Er unterstützte kulturelle und kirchliche Einrichtungen und förderte den Heimatgedanken.
5. Ernst Wenz (1884–1969)
Gymnasialprofessor für Deutsch und Geschichte
Verleihung 1954
Wenz machte sie verdient um die Erforschung der Geschichte Arnsteins.
6. Adam Wehner (1893–1974)
Pfarrer
Verleihung 1961
Wehner war Pfarrer in Arnstein in der schweren Zeit des Krieges.
7. Michael Wenz (1891–1972)
Unternehmer
Verleihung 1961
Wenz war Inhaber der MIWE. Er zeigte große Heimatverbundenheit und war Vorsitzender des Sängerkranzes Arnstein.
8. Lorenz Lembach (1897–1982)
1. Bürgermeister
Verleihung 1967
Lembach war zunächst Stadtrat und dann von 1952 bis 1972 Erster Bürgermeister.
9. Karolina Eschenbacher (Schwester Guntrama) (1910–1996)
Ordensschwester, Krankenschwester
Verleihung 1974
Schwester Guntrama wurde für ihre selbstlose Pflege der kranken Mitmenschen zur Ehrenbürgerin ernannt.
10. Josef Schmitter (1912–2005)
Unternehmer
Verleihung 1987
Schmitter war Inhaber der Schmitter Group AG. Er unterstützte städtische Einrichtungen.
11. Edgar Michael Wenz (1923–1997)
Unternehmer
Verleihung 1988
Wenz war Inhaber der MIWE. Er zeigte große Heimatverbundenheit.
12. Manfred Beck-Arnstein (* 19. August 1946 in Arnstein)
Kunstmaler
Verleihung 1993
Beck-Arnstein wurde für seine Leistungen und Auszeichnungen in der Kunst und seine Verbundenheit zur Heimat, die durch den Künstlernamen Beck-Arnstein zum Ausdruck kommt, zum Ehrenbürger ernannt.
13. Roland Metz (* 1936)
Altbürgermeister
Verleihung am 30. Januar 2006
Metz wurde anlässlich seines 70. Geburtstages wegen seiner Verdienste um das Gemeinwohl der gesamten Stadt Arnstein zum Ehrenbürger ernannt.